# Малая Дубровка (Могилёвский район)
Малая Ду́бровка (бел. Малая Дубраўка) — деревня в составе Маховского сельсовета Могилёвского района Могилёвской области Республики Беларусь.

## Географическое положение
Ближайшие населённые пункты: Запрудье, Дубровка, Латановка.

## Население
- 1999 год — 36 человек
- 2010 год — 17 человек
- 2025 год — 3 человека